# Desertificació
|  | No s'ha de confondre amb desertització. |

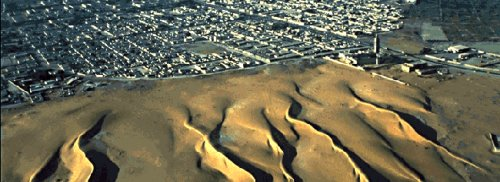
La sorra del desert del Sàhara avança fins a les portes de la capital de Mauritània, Nouakchott al Sahel africà

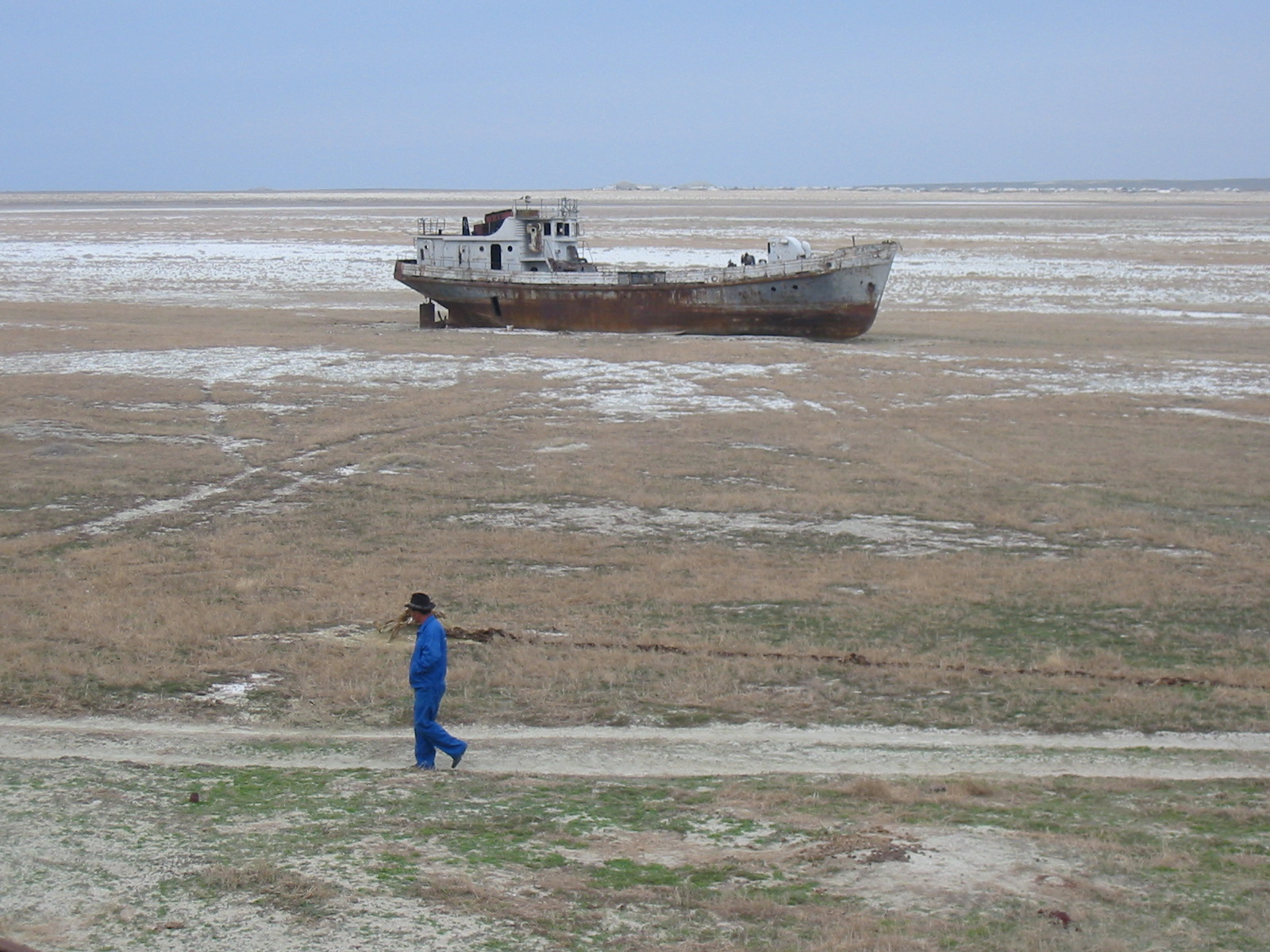
La reducció de l'extensió del mar d'Aral ha estat causada principalment per l'increment del regadiu per a cultivar cotó

La desertificació és el procés de formació de deserts induït per l'activitat humana; molt sovint es confon amb la desertització, que és el procés de formació de deserts de manera natural (sense intervenció humana). Lamprey (1975) va elaborar una teoria sobre l'avanç del desert. La desertificació és un problema medioambiental i un problema de desenvolupament econòmic. Segons la definició de l'Agenda 21 de la convenció de les Nacions Unides en el seu capítol 12:"El terme desertificació designa la degradació de les terres en les zones àrides, semiàrides i subhumides seques per l'acció de diferents factors, entre els quals les variacions climàtiques i les activitats humanes".

## Causes de la desertificació
L'activitat humana que porta a la formació de deserts va començar al període Holocè i ha continuat fins a l'actualitat. Les principals causes de desertificació són el sobrepasturatge, el cultiu no sostenible, increment de la freqüència dels incendis (lligat a obtenir pastures o a la tècnica de conreu de sembrar sobre la cendra), sobreexplotació dels aqüífers, desforestació, salinització del sòls i canvi climàtic global.
Les zones de transició entre el desert pròpiament dit i les zones més humides poden ser molt fràgils i propenses a la desertificació, com passa en el Sahel africà entre la zona de pluges tropicals i el Sàhara. Després de la pluja, les zones amb vegetació són més fresques que les dels voltants sense vegetació.
La ramaderia compacta el sòl amb les seves potes i hi incrementa el material fi, tot reduint la taxa de percolació de l'aigua; tal cosa fa incrementar l'erosió promoguda pel vent i l'aigua. Pasturar i collir fusta com a combustible també afavoreix l'erosió i, de la mateixa manera, passar del nomadisme al sedentarisme pot no ser la solució.
Les dunes es mouen de diferents maneres gràcies als vents i poden causar tempestes de sorra.
La secada és un factor que contribueix a la desertificació, però no n'és el factor principal si es té en compte que la vegetació tendeix a recuperar-se de manera natural després d'un període sec, quan les pluges tornen a ser adequades.